# Ingeborg Magnussen

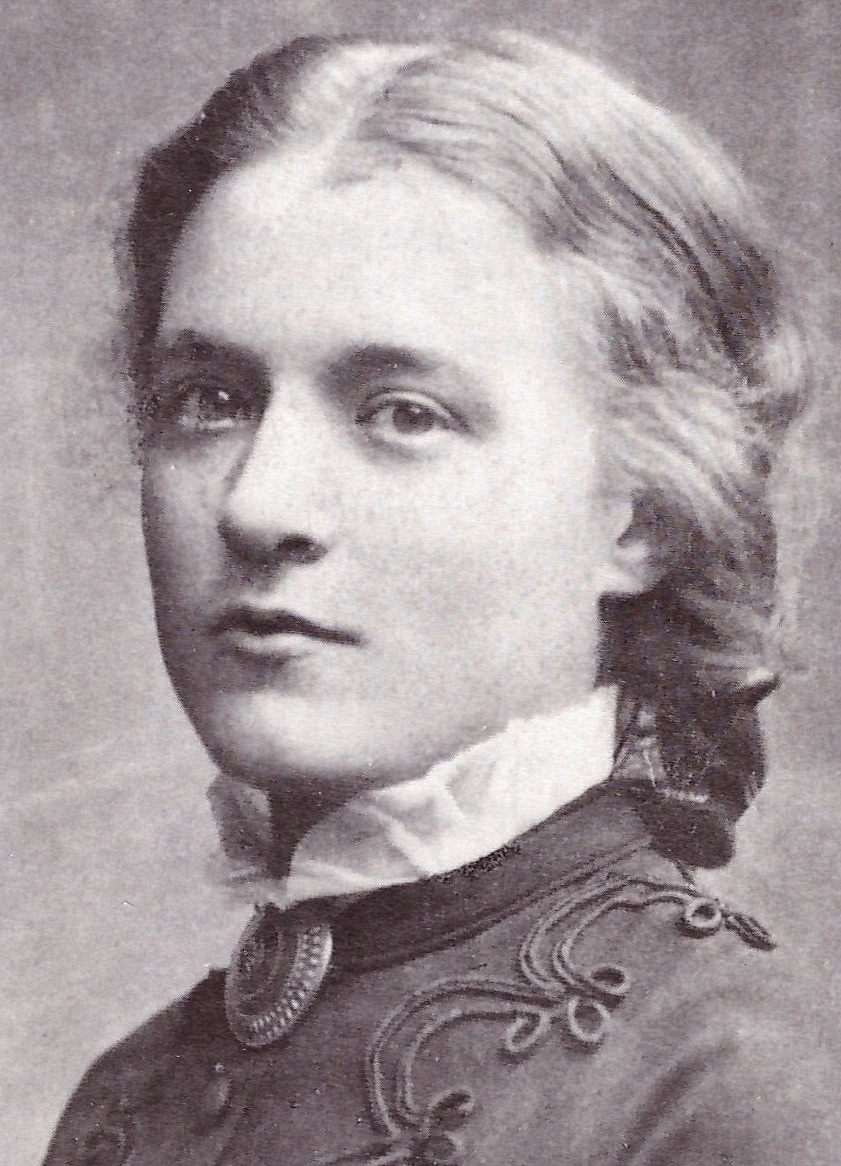
Ingeborg Magnussen im Jugendalter

Ingeborg Magnussen (* 10. Februar 1856 in Rom; † 16. Dezember 1946 in Vechta) war eine deutsche Malerin und Schriftstellerin.

## Leben
Sie wurde als drittes Kind des nordfriesischen Malers Christian Carl Magnussen und dessen Ehefrau Meta geb. Meyer (1829–1865), die aus einer Hamburger Kaufmannsfamilie stammte, während eines längeren Arbeitsaufenthalts des Vaters in Rom geboren. Unter ihren 14 Geschwistern – der Vater heiratete 1867 in zweiter Ehe Ella Jacobi (1847–1911) – waren die Künstler Harro und Walter Magnussen. 1859 ließ sich die Familie in Hamburg nieder.
Ingeborg erhielt mit ihren Geschwistern Privatunterricht. Als Frau wurde ihr keine berufliche oder akademische Ausbildung geboten, jedoch legten die Eltern Wert auf die Entwicklung ihrer musikalischen und künstlerischen Talente. Geistig war das Elternhaus von einer intensiven lutherischen Frömmigkeit geprägt, insbesondere durch Ingeborgs nur neun Jahre ältere Stiefmutter, die sich katechetisch und diakonisch stark engagierte.
1875 zog die Familie nach Schleswig in ihr neues Haus am Erdbeerenberg 28, das Kunstmäzene finanziert hatten. Der Vater eröffnete eine Schnitzschule. Ingeborg wirkte dort am Unterricht mit und erlangte große Fertigkeiten im Zeichnen und Aquarellieren. Zugleich war sie Leiterin des Chors der Friedrichsberger Dreifaltigkeitskirche, mit dem sie auch eigene Kompositionen aufführte. In den 1880er Jahren ermöglichte ihr der Vater zum Teil mehrjährige Studienaufenthalte in Florenz, wo sie die Waldenser kennenlernte, und in Paris; außerdem wurde sie nach Irland eingeladen. Ihr Versuch, sich 1890 in Hamburg als Kunstlehrerin eine eigene Existenz aufzubauen, scheiterte jedoch. 1891 stellte Pastor Nicolai von Ruckteschell in Hamburg-Eilbek sie als leitende Gemeindeschwester an. Die Verleumdung durch eine jüngere Mitschwester führte 1893 zu ihrem Ausscheiden aus der Diakonie. Sie wurde für einige Monate Hauslehrerin im südfranzösischen Pau bei der britischen Familie Brooke (Eltern des Feldmarschalls Alanbrooke), dann für fünf Jahre Erzieherin im protestantischen Waisenhaus Giuseppe Comandis in Florenz.
1899 kehrte sie ins Elternhaus zurück. Die Schnitzschule war 1885 geschlossen worden, der Vater 1896 gestorben. Das von den Großeltern geerbte Vermögen war verbraucht. Mit Mal- und Gesangsunterricht konnte Ingeborg ihren Lebensunterhalt notdürftig bestreiten. 1901, 1903 und 1905 wurden einige ihrer Werke in Ausstellungen gezeigt. Nachdem ihre Stiefmutter 1903 nach Braunschweig gezogen war, wohnte Ingeborg allein in einem kleinen Teil des umgebauten und größtenteils vermieteten Schleswiger Elternhauses. Die Einsamkeit wurde zu einer schweren Last.
1909 begegnete sie dem Maler und Schriftsteller Momme Nissen (1870–1943), der sie tief beeindruckte. Sie zog nach München, um sich mit ihm austauschen zu können. Er war 1902 zur katholischen Kirche übergetreten und brachte ihr den Katholizismus nahe. Bei einer gemeinsamen Reise nach Rom 1910 konvertierte sie selbst. 1912 schloss sie sich dem Dritten Orden des hl. Franziskus an. In den folgenden Jahren schrieb und illustrierte sie mehrere biografische Werke über katholische Persönlichkeiten. 1914 ging sie mit Momme Nissen nach Altötting. Die menschliche Nähe endete jedoch, als er 1916 in den Dominikanerorden eintrat. Von Altötting aus unterhielt Ingeborg Kontakte zu einem ausgedehnten Freundeskreis, unter anderem zu verschiedenen Adelsfamilien in Westfalen. 1927 zog sie zu einer ihrer Schwestern und deren Mann nach Naumburg.
1920 gründeten Dominikanerinnen aus Ilanz einen Konvent in Vechta und übernahmen die Haushaltung und die Druckerei- und Verlagsarbeiten im zum Dominikanerkloster Füchtel gehörenden St.-Joseph-Konvikt. 1931 bezog Ingeborg Magnussen eine Wohnung in Vechta, wo sie durch Nissens Vermittlung einen Freitisch bei den Schwestern erhielt. Sie nahm intensiv am kirchlichen Leben der Stadt teil und blieb weiterhin schriftstellerisch und künstlerisch tätig. Eine besondere Verehrung hegte sie für ihren Beichtvater Pater Titus Horten. Die 15 Jahre in Vechta wurden die glücklichsten ihres Lebens. 1972 wurde eine Straße in Vechta nach ihr benannt.

## Zitat
„Eines Morgens in meinem Atelier in Schleswig ordne ich am Klavier meine Noten und durch die Hände gehen mir die vier Hefte der Frau Oberin. Da durchschoß es mich: Der Geber wollte ja katholisch werden, und ich weiß nichts mehr von ihm. Und dort am Klaviere stehend, mitten im Atelier, faltete ich die Hände und sagte recht von Herzen: Bitte, lieber Gott, laß es ihn nicht geworden sein! … Und da, wie Blitz und Donnerschlag stand die Antwort vor mir: Du bist Petrus und auf diesen Felsen will ich meine Gemeinde bauen … – Bis zur letzten Silbe mußte ich es anhören, aber diesmal mit einer Autorität, die keine Abweisung zuließ … Es war zu furchtbar. Wie mit Keulenschlag warfs mich hernieder. Ich saß wohl eine Stunde, ohne mich rühren zu können. Doch der Tag kam mit seinen Forderungen, sie mußten erfüllt werden. Es war der 10. August. Aber der Tag war noch nicht zu Ende … 

In jenem Sommer hielt sich in Schleswig der durch seine Bilder und Kunstaufsätze weitbekannte und geschätzte Maler Momme Nissen einige Wochen malend auf. Er hatte früher gelegentlich in unserem Hause verkehrt, aber jetzt erst hatte ich ihn näher kennengelernt und einen Jünger Christi in ihm gefunden, wie mir noch kaum einer begegnet war. Diesen Abend sollte ich mit ihm zubringen. Es kam ein sehr ernstes Thema zur Sprache, da unterbrach er mich: «Sie dürfen jetzt nicht weitersprechen, bis ich Ihnen etwas mitgeteilt habe» – und mit tiefer Ergriffenheit kam es: «Ich bin katholisch.»
Wars möglich? Sollte diese schreckliche Kirche immer die Besten wegnehmen? … Mit dem Friesen Momme Nissen war zum zweitenmal ein Mann in meine Sphäre getreten, den ich vollwertig einschätzen mußte, obwohl er Katholik war …“

## Veröffentlichungen
- Meine Heimkehr. Ein Bekenntnis. Mönchengladbach 1912
- Wie wir Eurer gedenken. Feldbrief einer deutschen Frau an unsere katholischen Krieger. Mönchengladbach 1915
- Die Meisterin der Nächstenliebe. Festvorspruch zur Feier der heiligen Elisabeth. München 1921
- Vom Tunichtgut zum Heiligen. Saarbrücken 1924  (über Frater Joseph Maria von Palermo, Kapuzinernovize)
- Bruder Jörg von Pfronten-Kreuzegg. Ein deutscher Bäckergeselle, der in Rom heilig wurde. Altötting 1926
- Friedel. Ein kurzes junges Leben. Freiburg i. B. 1928 (über ihren Bruder Friedrich Magnussen (1879–1900))
- Der selige Franz Maria von Kamporosso, Kapuzinerlaienbruder. Altötting 1929
- Bruder Konrad. Der Apostel des Beispiels. München 1934
- Des Malers Wilhelm Ahlborn Lebensschicksale, von ihm selbst erzählt. Vechta 1935
- Mein Leben. Über achtzig Jahre Dank an Gott und Zeugnis für Gott. Ungedrucktes Manuskript, Vechta 1938 (Exemplar im Archiv des Bischöflichen Offizialats Vechta)